# Mercey (Eure)
Mercey település Franciaországban, Eure megyében. Lakosainak száma 56 fő (2022. január 1.). Mercey Houlbec-Cocherel, La Chapelle-Longueville, Saint-Marcel és Saint-Vincent-des-Bois községekkel határos.

## Népesség
A település népességének változása:
| Lakosok száma | 93   | 39   | 46   | 52   | 52   | 49   | 50   | 52   | 53   | 56   |
|               | 1968 | 1982 | 1990 | 2006 | 2013 | 2015 | 2017 | 2019 | 2020 | 2022 |